# Haematopota piresi
Haematopota piresi är en tvåvingeart som beskrevs av Travassos Dias och Sous 1957. Haematopota piresi ingår i släktet Haematopota och familjen bromsar.
Artens utbredningsområde är Moçambique. Inga underarter finns listade i Catalogue of Life.